# Ciclone Yaas
A tempestade ciclônica muito severa Yaas ( pronúncia árabe: [jaʔas]  ) foi um ciclone tropical relativamente forte e muito prejudicial que atingiu a costa de Orissa e trouxe impactos significativos para Bengala Ocidental durante o final de maio de 2021. A segunda tempestade ciclônica, a segunda tempestade ciclônica severa e a segunda tempestade ciclônica muito severa da temporada de ciclones de 2021 no Oceano Índico Norte, Yaas se formou a partir de uma perturbação tropical que o Departamento Meteorológico da Índia rastreiou pela primeira vez em 23 de maio. As condições na bacia favoreceram o desenvolvimento, pois o sistema se tornou uma depressão profunda no final do dia, antes de se intensificar em uma tempestade ciclônica no dia seguinte, recebendo o nome de Yaas. O sistema se intensificou ainda mais ao virar para o nordeste, tornando-se uma forte tempestade ciclônica em 24 de maio, apesar do cisalhamento moderado do vento. As condições marginalmente favoráveis continuaram à medida que Yaas acelerou para nordeste, fortalecendo-se para um ciclone tropical equivalente à Categoria 1 e para uma tempestade ciclônica muito severa em 25 de maio. Yaas cruzou a costa norte de Orissa cerca de 20 km ao sul de Balasore em seu pico de intensidade como uma tempestade ciclônica muito severa em 26 de maio. Após o desembarque, o JTWC e o IMD emitiram seus comunicados finais à medida que Yaas enfraquecia ainda mais no interior enquanto virava na direção norte-noroeste.
Nos preparativos para a tempestade, muitas empresas elétricas em Bengala Ocidental e Orissa prepararam geradores e transformadores adicionais para possíveis problemas elétricos. As evacuações também foram ordenadas, começando em 24 de maio em áreas baixas em Midnapore Oriental e Midnapore Ocidental e Jhargram. Hugli, Calcutá e North 24 Parganas e South 24 Parganas estão agora em alerta máximo. As operações ferroviárias e atividades marítimas foram interrompidas devido a Yaas, enquanto as autoridades de resgate e equipes médicas foram destacadas para possíveis emergências. No Bangladesh, mais de dois milhões de indivíduos foram obrigados a evacuar as áreas costeiras do país devido à aproximação da tempestade. Alimentos e fundos de emergência também foram liberados para os desabrigados. 20 pessoas em toda a Índia e Bangladesh morreram devido a Yaas. Os danos totais em Bengala Ocidental, o estado indiano com o maior impacto de Yaas, foram estimados em cerca de $ 20 mil crore (US$ 2,76 mil milhões). O ciclone também causou danos estimados em $ 610 crore (US$ 83,63 milhões) em Orissa.

## História meteorológica
Em 22 de maio, uma área de baixa pressão se formou na Baía de Bengala. No dia seguinte, às 09:30 UTC, a perturbação intensificou-se para uma depressão e recebeu a designação BOB 02 pelo Departamento Meteorológico da Índia (IMD). Enquanto isso, o JTWC emitiu um Alerta de Formação de Ciclone Tropical às 15:00 UTC em 22 de maio no sistema em desenvolvimento. O sistema posteriormente se intensificou em uma depressão profunda às 15:00 UTC em 23 de maio. No dia seguinte, às 02:30 UTC, o sistema se intensificou ainda mais em uma tempestade ciclônica e recebeu o nome de Yaas pelo IMD. Naquela época, o centro de circulação de baixo nível do sistema ficou parcialmente exposto, devido ao cisalhamento moderado do vento ; no entanto, grandes massas de bandas de chuva persistiram na porção sul da tempestade, pois ela permaneceu em um ambiente marginalmente favorável para intensificação, com temperaturas quentes da superfície do mar e boa vazão, mas cisalhamento moderado do vento. O IMD atualizou ainda mais Yaas para uma tempestade ciclônica severa às 18:00 UTC daquele dia, conforme o sistema se tornou mais organizado. Uma crista subtropical transformou o sistema a nordeste em uma área de baixo cisalhamento do vento, fazendo com que Yaas se fortalecesse gradualmente.  Às 12:00 UTC de 25 de maio, o JTWC atualizou a tempestade para um sistema de Categoria 1 conforme o sistema se organizava. Apesar de Yaas ter sido afetado negativamente após fazer desembarque, combinado com os efeitos enfraquecedores de cisalhamento moderado do vento e vazão pobre, ela se intensificou ainda mais para uma tempestade ciclônica muito severa às 15:00 UTC em 25 de maio, pois apresentava uma convecção profunda. A tempestade posteriormente atingiu seu pico de intensidade de 140 km/h (87 mph) em velocidades de vento sustentadas de três minutos, de acordo com o IMD; o JTWC tinha estimativas ligeiramente inferiores de 120 km/h (75 mph) no sistema. Por volta das 09:00 IST (03:30 UTC) em 26 de maio, Yaas atingiu a costa ao norte do Porto de Dhamra e ao sul de Bahanaga na mesma intensidade. Ao se mover para o interior, o JTWC emitiu seu aviso final sobre a tempestade, pois ela enfraqueceu para uma tempestade tropical, uma vez que estava sobre a terra e também enfrentou aumento de cisalhamento vertical. Logo depois, o IMD também interrompeu os avisos à medida que o sistema se tornava desorganizado e enfraquecia para uma depressão profunda. Yaas acabou se dissipando no norte da Índia em 28 de maio.

## Preparativos

### Índia
O Union Power Ministry of India preparou transformadores e geradores em caso de falta de energia. O Ministério da Saúde também se preparou para garantir que não haja interrupção no suplemento vacinal e no tratamento com COVID-19. O Ministério das Telecomunicações manteve todas as torres e centrais de telecomunicações sob vigilância. O primeiro-ministro da Índia, Narendra Modi, também organizou uma reunião de emergência para se preparar para o ciclone. A NDRF implantou 65 equipes com outras 20 equipes na reserva. Além disso, a NDRF implantou 115 equipes em 5 estados. Equipes de resgate e socorro do exército indiano, marinha e guarda costeira também foram implantadas nos distritos costeiros de Orissa e Bengala Ocidental. O CESC ficou alerta para o ciclone para garantir um serviço ininterrupto, especialmente para grandes hospitais e estabelecimentos críticos, como estações de bombeamento de drenagem. Além disso, a zona Ferroviária do Norte cancelou muitas viagens de Nova Deli para e de Bubanesvar e Puri. Enquanto isso, a Western Railways e a Southern Railways também cancelaram os trens de ida e volta para Orissa. As operações aéreas no Aeroporto Internacional de Calcutá foram canceladas devido ao tempo interminável previsto de Yaas. Além disso, os aeroportos em Bubanesvar, Rourkela e Durgapur foram condenados a serem fechados a partir de 27 de maio devido a Yaas.
O IMD emitiu um alerta laranja em 25 de maio em Mayurbhanj, Jajapur, Cuttack, Khordha e Puri em Orissa, citando a ameaça das chuvas de Yaas. Enquanto isso, um alerta vermelho foi acionado pelo departamento de Kendrapara, Jagatsinghpur, Bhadrak e Balasore no mesmo dia devido ao sistema. O Ministério do Interior, Amit Shah, instruiu as autoridades em West Bengal, Orissa e Andhra Pradesh em uma reunião virtual para preparar o fornecimento de eletricidade em hospitais e centros de vacinas para possíveis quedas de energia. O porto de Calcutá começou a suspender todas as atividades de navegação na cidade, a partir de 25 de maio, devido à ameaça de Yaas. Todos os 265 barcos que estavam na Baía de Bengala naquele dia voltaram ao porto conforme a Guarda Costeira indiana os instruiu a fazê-lo devido à tempestade que se aproximava. As evacuações também foram iniciadas em 24 de maio para as áreas costeiras e baixas em Midnapore Oriental e Midnapore Ocidental e Jhargram, com mais de um milhão de pessoas sendo evacuadas. Enquanto isso, com o enfraquecimento de Yaas em Jharkhand, evacuações foram ordenadas devido à ameaça de fortes ventos e fortes chuvas do sistema. Mais de 600.000 indivíduos ou 6 lakh foram instruídos a se mudar para abrigos contra desastres fornecidos pelas autoridades devido à aproximação da tempestade.

### Bangladesh
Avaliando a ameaça de Yaas no país, a primeira-ministra de Bangladesh, Sheikh Hasina, reservou 225 centros de desastres para instalações de evacuação. 349 abrigos foram preparados, que acomodavam metade da capacidade das pessoas para manter as restrições de saúde da Covid-19. 114 autoridades médicas foram preparadas para emergências médicas. Suprimentos de alimentos também foram preparados para os evacuados, enquanto as autoridades de Bangladesh, incluindo o Programa de Preparação para Ciclones do país e sua marinha, estavam em prontidão e alerta máximo, a partir de 24 de maio. O Alerta de Sinal nº 2 foi levantado nos portos de Chittagong, Cox's Bazar, Mongla e Payra no mesmo dia em que Yaas se aproximava do país.  Na divisão administrativa de Barisal, autoridades locais começaram a preparar abrigos de evacuação temporários e permanentes à medida que começaram a despovoar mais de 2 milhões de pessoas devido à tempestade. As atividades de pesca no norte da Baía de Bengala foram proibidas. ৳ 15 milhões ( $ 17.690 USD) em fundos de reserva também foram liberados pelas autoridades para resposta a desastres. 20.000 Rohingya na remota ilha de Bhasan Char também foram considerados em risco.

### Sri Lanka
O departamento de meteorologia do Sri Lanka emitiu um alerta vermelho em 24 de maio para a possibilidade de chuvas fortes e ventos fortes de Yaas para as províncias do oeste, centro, Sabaragamuwa e sul do país.

## Impacto

### Índia
Terras agrícolas em Orissa, West Bengal e algumas em Jarcanda foram danificadas por inundações, enquanto pequenos barcos na Baía de Bengala foram danificados. As linhas elétricas nesses estados foram derrubadas, causando milhares de cortes de energia.

#### Bengala Ocidental
Mais de 4.500 aldeias foram danificadas. Várias casas rurais e terras agrícolas foram duramente atingidas, e necessidades básicas como água potável, saneamento e afins também foram difíceis de encontrar. Pelo menos 143 veículos marítimos foram arrombados.
A partir de 25 de maio, chuvas fortes e ventos fortes começaram a varrer as áreas costeiras e do interior de Bengala Ocidental, as tempestades atingindo Calcutá. No distrito de Hooghly deste último, um tornado atingiu Bandel e matou duas pessoas devido à eletrocução de linhas de energia caídas, enquanto cinco ficaram feridas. Inundações que chegam até os joelhos, causadas por chuvas torrenciais, submergiram as áreas da praia de Digha, enquanto as palmeiras foram quebradas pelos fortes ventos do ciclone. Chandabali relatou chuvas de até 39,31 cm (15,48 polegadas) entre 24 e 26 de maio, também causando inundações. 3 lakh casas foram danificadas em West Bengal, enquanto cerca de 1 crore de pessoas foram afetadas apenas no estado.
Em North 24 Parganas, ventos fortes arrancaram muitas árvores e postes elétricos foram danificados. Dois fazendeiros de Pandua foram atingidos por um raio enquanto estavam em seus campos, matando os dois, enquanto um idoso de Asansol morreu quando sua casa desabou em cima dela. Mais dois indivíduos foram mortos ao serem atingidos por árvores arrancadas de Bengala Ocidental. Mais de 1.100 aldeias em West Bengal foram submersas em enchentes causadas por tempestades, deslocando cerca de 500.000 pessoas. Os carros também sofreram danos devido às inundações e várias estruturas também foram danificadas.  Na cidade de Ashoknagar Kalyangarh, no distrito de North 24 Parganas, um pequeno tornado atingiu a área em 27 de maio, destruindo muitas casas e propriedades privadas. Ninguém ficou ferido ou morto no evento.  O ministro-chefe de Bengala Ocidental Mamata Banerjee relatou ao primeiro -ministro da Índia, Narendra Modi, uma estimativa do total de danos causados pelo sistema em Bengala Ocidental em $ 20 mil crore (US $ 2,76 mil milhões) apenas no estado em 29 de maio.

#### Orissa
Apesar das fortes chuvas em Orissa, muitos residentes foram evacuados, então poucas pessoas sentiram o impacto de Yaas. O estado ainda foi fortemente afetado, com 120 assentamentos de vilas sendo inundados e fortemente danificados pelas chuvas. Paradeep recebeu mais de 36 cm (14,21 polegadas) de chuva em 25 de maio. Um menino de 15 anos foi encontrado morto em um lago no vilarejo de Jagannath Khunta em Mayurbhanj. Uma fatalidade foi relatada em 26 de maio na cidade de Keonjhar, quando um homem morreu depois que uma árvore caiu em cima dele. 10 pessoas tiveram que ser resgatadas de um barco que virou na costa de Orissa. As fortes chuvas contínuas de Yaas fizeram com que o rio Baitarani quase transbordasse, mas isso não aconteceu porque as condições em Orissa melhoraram. Yaas causou cerca de 610 crore de US $ 83,63 milhões (US $ 83,63 milhões) em danos em Orissa, a maioria dos quais devido a danos a propriedades do governo, de acordo com uma declaração do Ministro-Chefe de Orissa Naveen Patnaik em 2 de junho.

#### Outros estados
Em Ranchi, capital de Jarcanda, duas pessoas foram declaradas mortas por estarem presas em uma casa desabada, eventualmente não sendo resgatadas e morrendo lá. 1.500 casas foram danificadas, 10 pessoas em laque foram afetadas e 18 pessoas ficaram feridas em Jarcanda. Outras duas pessoas morreram em Ranchi, depois que uma ponte de cinco anos que ligava o bloco Tamar a Bundu e o bloco Sonahatu da cidade desabou.  75 hectares de terras agrícolas foram destruídos.
Em Patna, a maior cidade de Biar, uma quantidade de chuva de 3,85 cm (1,51 polegadas) foi relatada pelo centro meteorológico da área em 27 de maio. O maior acúmulo de chuva no estado foi registado na cidade de Gaia, com 6,88 cm (2,70 polegadas) no mesmo dia.  Sete pessoas morreram no estado de Bihar devido às enchentes produzidas por Yaas conforme ela se movia para o interior.
A chuva de Yaas também se estendeu a Uttar Pradexe, onde muitas áreas do estado relataram chuvas leves, incluindo Ballia, Mau, Deoria, Ghazipur, Azamgarh, Varanasi, Chandoli, Mirzapur, Sonbhadra, Gorakhpur, Kushinagar, Ambedkarnagar, Sultanpur, Jaunpur, Allahabad, Maharajganj, Naugarh, Basti e Aiódia e os distritos de Bhadohi e Sant Kabir Nagar.
Em Sidhi e Shajapur em Madia Pradexe, a umidade remanescente de Yaas causou chuvas leves, atingindo 0,5 cm (0,19 polegadas) e 0,4 cm (0,15 polegadas) em 28 de maio, respectivamente.

### Bangladesh
Ondas gigantescas geradas por Yaas inundaram áreas baixas em Khulna, Satkhira, Patuakhali, Barguna, Jhalokathi e Noakhali, incluindo alguns assentamentos de pesca em Sundarbans em 26 de maio. As áreas costeiras de Cox's Bazar sofreram inundações em vários vilarejos devido ao ciclone Yaas, enquanto as marés danificaram severamente um cais e pelo menos 50 casas na Ilha de St. Martin. 500 metros da praia de Kuakata no distrito de Patuakhali foram arrastados pela erosão costeira devido a Yaas, enquanto pelo menos 56 km (35 mi) de diques de controle de enchentes foram danificados, o que custaria ao distrito ৳ 53 crore (US  6,2 milhões) para reparar. Um hotel no lado oeste da praia desabou. No distrito de Khulna, 50.000 casas e áreas agrícolas foram danificadas por fortes ventos e marés produzidas pelo ciclone e pelo menos 5.000 ficaram desabrigados, com perdas estimadas no distrito no valor de pelo menos atl 60 crore (US$ 7,08 milhões). Os Sundarbans foram inundados com água salgada do mar depois que Yaas se mudou para o interior, aumentando o temor de danos potenciais ao ecossistema da floresta. A água do mar encheu 53 das 54 lagoas de água doce dentro da floresta, interrompendo o fornecimento de água potável não contaminada para a vida selvagem e trabalhadores florestais; o Departamento Florestal de Bangladesh afirmou que as enchentes em Sundarbans foram as piores em 14 anos. De acordo com fontes navais em Patenga em Chittagong, um navio, chamado MV Sanvalli, afundou perto de Bhasanchar na Baía de Bengala e 12 marinheiros foram resgatados por helicópteros da Força Aérea de Bangladesh.

### Em outro lugar
Os remanescentes de Yaas causaram chuvas leves em algumas áreas do Nepal. Alguns escaladores e caminhantes no Monte Everest e no Monte Lhotse no país ficaram presos em picos altos, enquanto vários outros foram forçados a afundar devido ao clima iminente da interação dos remanescentes do sistema e uma perturbação ocidental predominante.

## Rescaldo

### Índia
O ministro-chefe de Bengala Ocidental, Mamata Banerjee, se reuniu com Narendra Modi para avaliar e apresentar relatórios de danos em 27 de maio. O governador de Bengala, Jagdeep Dhankhar, criticou Banerjee por pular uma reunião de revisão anterior com Modi. O próprio Banerjee fez levantamentos aéreos de áreas impactadas no distrito de North 24 Parganas. Ele disse que uma pesquisa de campo seria realizada mais tarde. Modi anunciou $ 1,000 crore (US$ 138 milhões) em alívio imediato dividido entre Orissa, West Bengal e Jharkhand em 28 de maio. Modi realizou levantamentos aéreos de áreas impactadas nos distritos de Bhadrak e Balasore de Orissa, bem como no distrito de Purba Medinipur em Bengala Ocidental.

No início de 27 de maio, Modi teve uma reunião de revisão com o ministro-chefe de Orissa, Naveen Patnaik. Ao discutir o impacto do ciclone, o governo de Orissa exigiu soluções de longo prazo para os problemas causados pelos repetidos efeitos dos ciclones e fornecimento de sistemas de energia resilientes a desastres. No entanto, não havia fundos imediatos para isso. Os deslocados por Yaas buscaram refúgio em abrigos superlotados; isso aumentou a preocupação com os surtos de COVID-19 em uma pandemia já terrível na Índia. Os artigos WASH estavam em disponibilidade limitada e os acampamentos e instalações WASH foram inundados pela tempestade. As demandas críticas de recursos estavam sendo enviadas pela rede do IAG para os serviços de saúde primários; isso gerou a necessidade de disponibilidade imediata desses itens. Crianças, mulheres, idosos e outros grupos de notável vulnerabilidade eram motivo de grande preocupação devido à falta de suprimentos básicos. Apoio psicossocial e atividades recreativas para abrigar jovens também eram necessários.